# Archivio storico della Città di Colonia

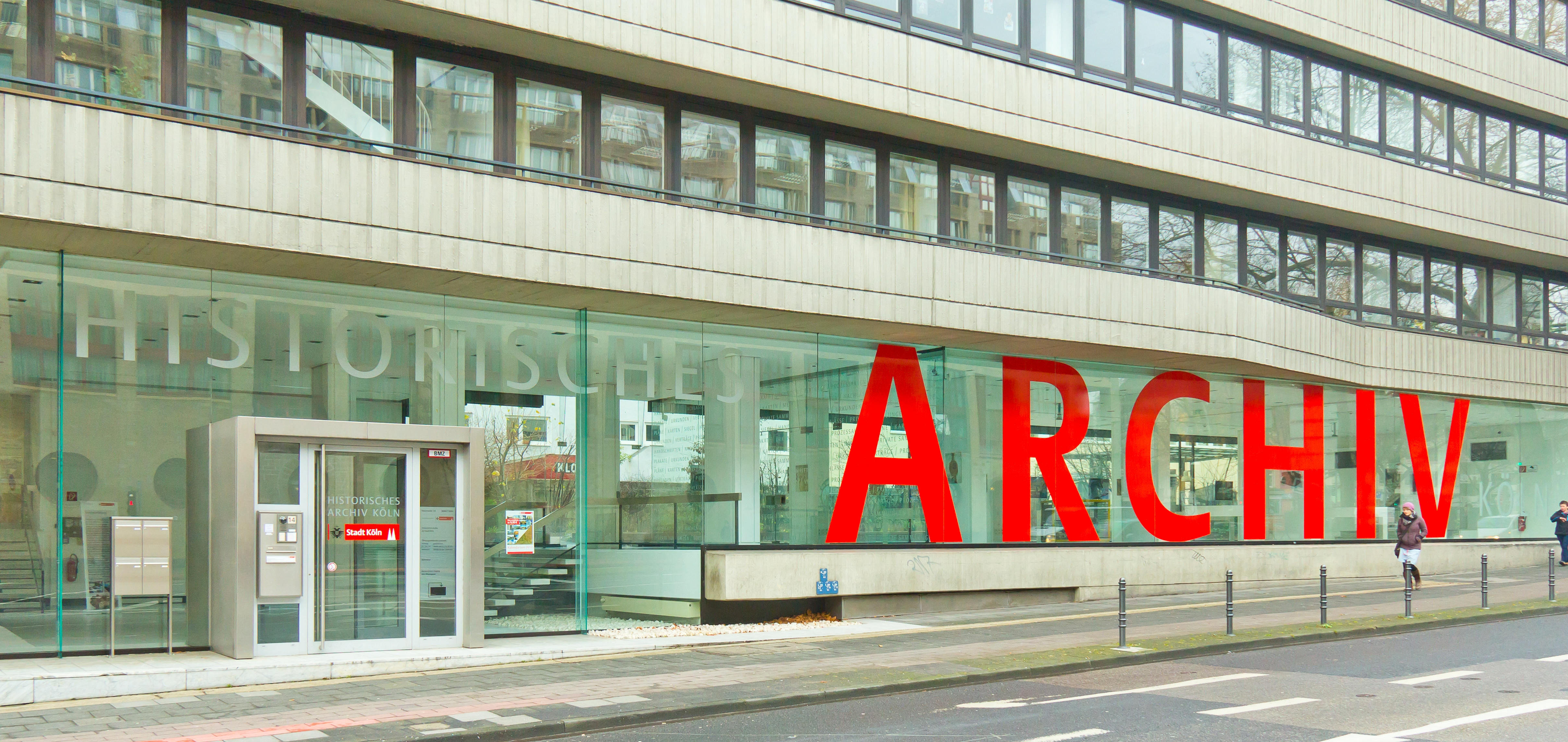
L'edificio attuale

L'Archivio storico della Città di Colonia (in tedesco: Historisches Archiv der Stadt Köln) è l'archivio comunale di Colonia ed è uno dei più grandi archivi municipali d'Europa.
Benché l'aggettivo "storico" faccia pensare ad un archivio chiuso, l'Archivio di Colonia funge ancora da luogo di conservazione anche per i documenti recenti.

## Storia

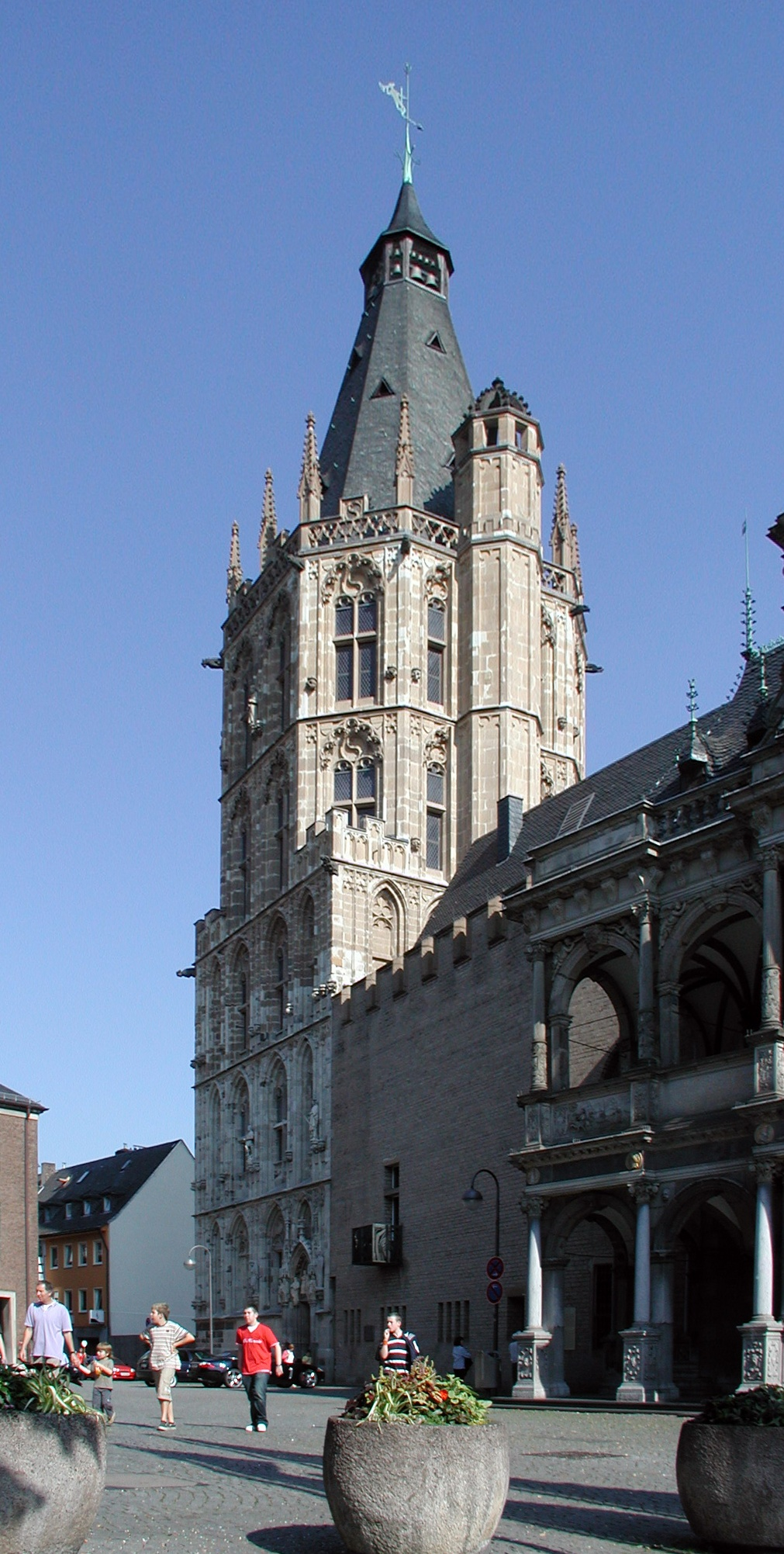
La torre del Municipio di Colonia

Tradizionalmente i documenti e gli atti venivano conservati nei cassoni (in tedesco Schrein, "scrigni") dell'amministrazione parrocchiale. Questo sistema fu usato nel tardo Medioevo e nell'età moderna. I documenti conservati in questo modo erano soprattutto gli atti di compravendita di immobili: essi erano scritti su fogli di pergamena o su libri detti perciò Schreinsbücher (libri degli scrigni). A Colonia i più antichi di questi libri risalgono al 1130. Nell'Ottocento tutti i documenti dei cassoni parrocchiali furono trasferiti nell'archivio comunale.
Accanto agli archivi parrocchiali esiste un vero archivio comunale almeno dal 1322. Nel 1326 the Consiglio Cittadino decise di istituire il cosiddetto "Libro bianco" (Weißes Buch), un libro di copie di patenti e brevetti di concessione. Entro il 1370 gli archivi furono sistemati nella Haus zur Stessen.
Il 19 agosto 1406 il Consiglio Cittadino decise di costruire una torre per il Rathaus. La torre fu costruita fra il 1407 e il 1414, e serviva, fra l'altro, come deposito per gli atti e i brevetti comunali: l'archivio era ospitato in una stanza con le volte di pietra, e i documenti erano custoditi in stipi contrassegnati da A a X. Ma la pergamena del "Kölner Verbundbrief" (la "Lettera di alleanza" che fondava la costituzione democratica della città) aveva l'onore di essere custodita in uno stipo decorato con una corona. Dal 1414 l'archivio fu diretto da un Gewulvemeister ("Maestro delle volte"). In un momento successivo l'incarico venne assunto da un comitato di giuristi del Comune, i syndici.
Nel 1594 l'archivio del fondaco anseatico di Bruges (allora alloggiato ad Anversa) fu trasferito nell'archivio di Colonia. Esso conteneva anche le copie dei verbali delle diete della Lega anseatica. Con questa acquisizione l'archivio di Colonia divenne il più importante deposito di documenti riguardanti la Lega anseatica e la storia della Germania settentrionale in generale, comparabile solo all'Archivio comunale di Lubecca.
Dopo la secolarizzazione delle abbazie e delle collegiate di Colonia all'inizio dell'Ottocento, il governo napoleonico ordinò che gli archivi di queste istituzioni soppresse fossero versati all'Archivio di Düsseldorf. Nel 1949 il sindaco di Colonia riuscì a recuperare circa 19.000 atti e molti altri documenti e li trasferì all'Archivio storico della Città.

### Età contemporanea
Nel 1824 il maggior collezionista d'arte, libri e manoscritti di Colonia, Ferdinand Franz Wallraf, morì lasciando alla Città la sua collezione. Inizialmente l'archivio era gestito insieme alla biblioteca. Quando negli anni Ottanta dell'Ottocento le due gestioni furono separate, i manoscritti furono trattenuti dall'Archivio, mentre solo i libri a stampa passarono alla Biblioteca: questo è il motivo per cui, a differenza di molti altri archivi, l'Archivio di Colonia possiede una grossa collezione di manoscritti medievali.
Fra il 1894 e il 1897 fu costruito un nuovo apposito edificio, in stile neo-gotico per ospitare insieme l'Archivio e la Biblioteca comunali. Il nuovo edificio era stato costruito abbastanza ampio da alloggiare gli archivi municipali in un momento in cui la città stava assorbendo i comuni circostanti. L'Archivio e la Biblioteca fino al 1934 condivisero lo stesso edificio: in quell'anno la Biblioteca fu trasferita in un nuovo edificio.

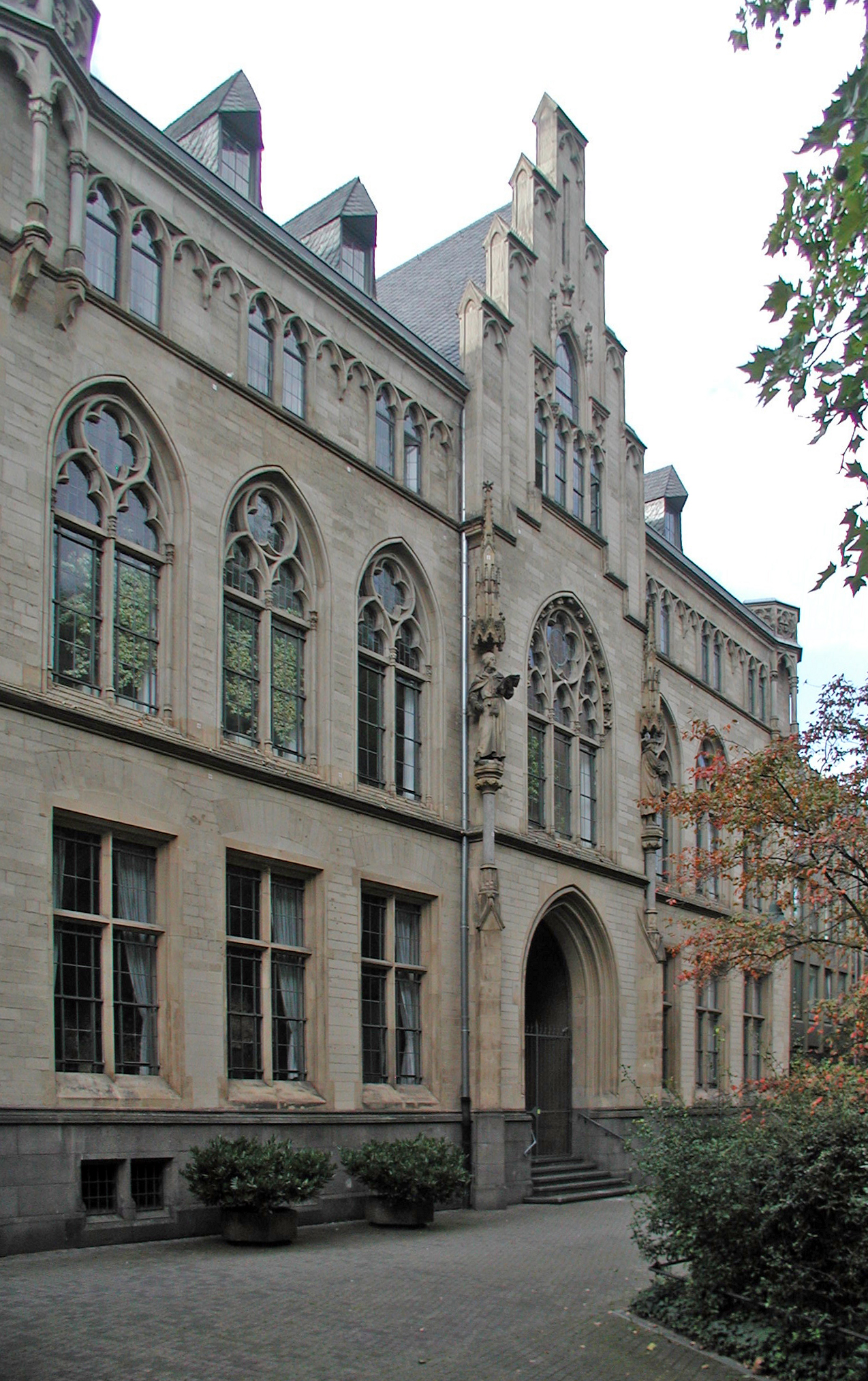
L'edificio neogotico del 1897

Durante la seconda Guerra mondiale l'edificio ha subito danni in seguito ai bombardamenti aerei. Poiché, tuttavia, i documenti e i manoscritti erano stati trasferiti al sicuro già dal settembre 1939, l'Archivio non ha subito danni significativi.

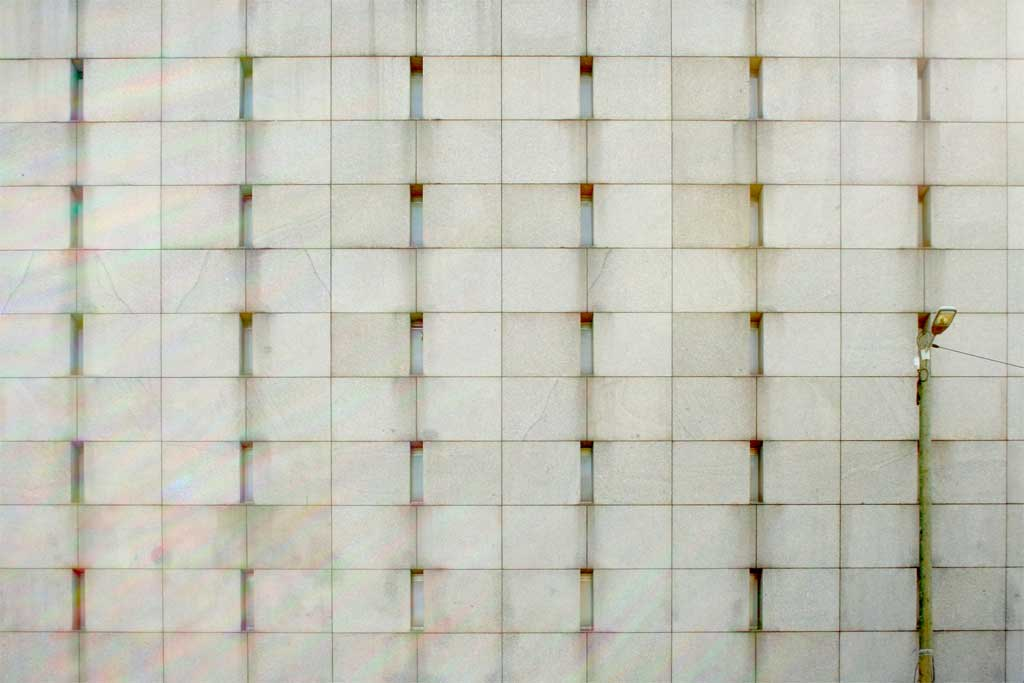
La facciata dell'edificio del 1971

Nel 1971 fu costruita una nuova sede, un edificio apposito di sei piani nella parte meridionale del centro cittadino.

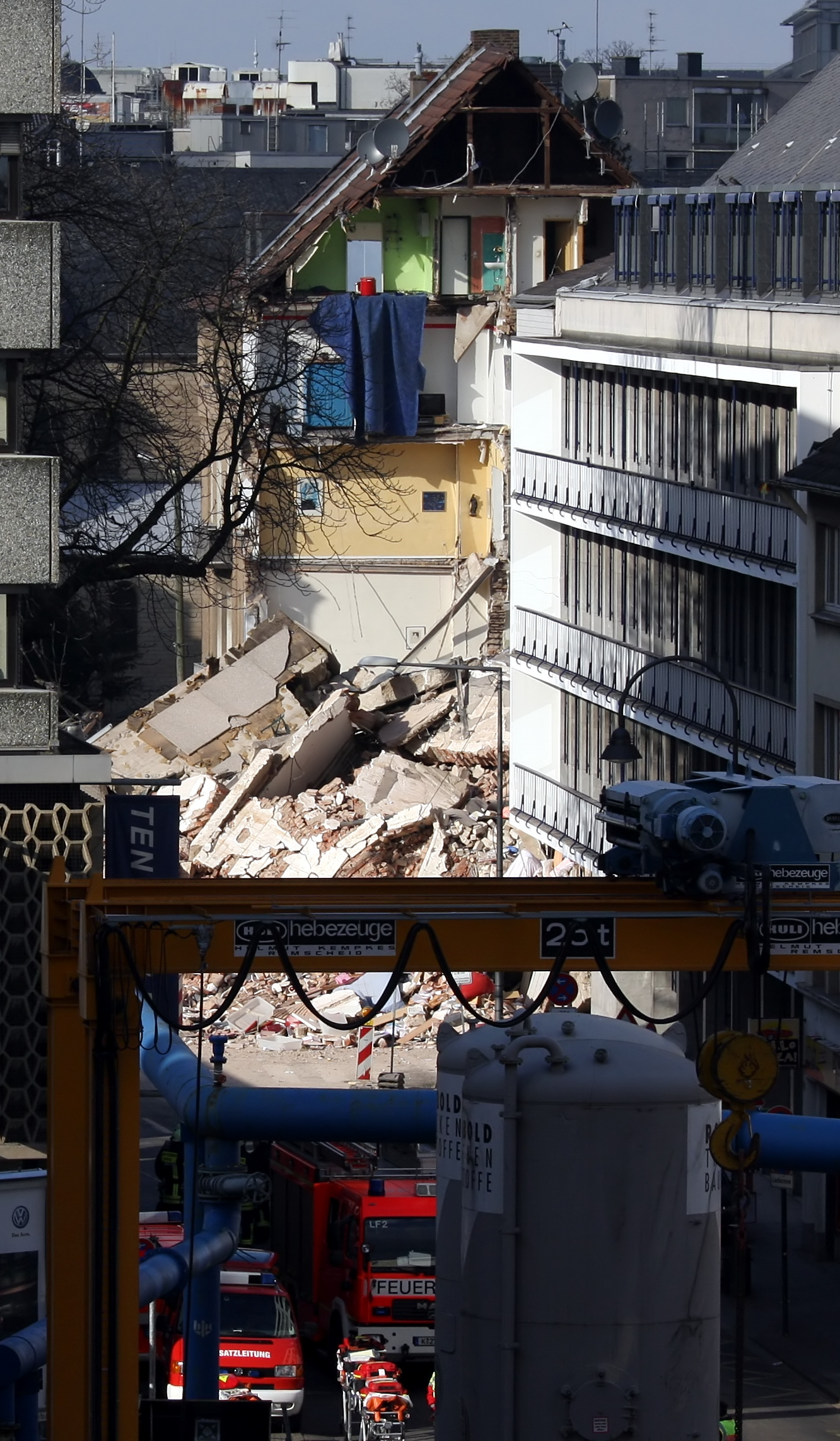
L'archivio crollato e l'edificio di fianco, marzo 2009

Il 3 marzo 2009 questo edificio crollò. L'indagine giudiziaria nel 2017 ha confermato che la causa è stata la costruzione di una nuova ferrovia sotterranea della Stadtbahn di Colonia.
La maggior parte del patrimonio archivistico, compresi i manoscritti medievali, si trovava nei depositi: circa il 90% dei documenti sono stati sepolti dal crollo. Altri documenti, soprattutto quelli collocati nella appendice al piano terreno, come le raccolte fotografiche e cinematografiche, nonché circa 40.000 atti ufficiali, furono trasferiti. Il deposito di una terza parte di beni, generalmente meno importanti, erano stati depositati all'esterno dell'archivio e perciò non ebbero danni. In ogni modo, la collezione di 80 "patenti da cassoni" risalenti al XII secolo, la collezione dei sigilli e la maggior parte degli inventari si sono salvati senza subire danni.

## Patrimonio
Prima del crollo del 2009 il patrimonio dell'Archivio comprendeva:
- 65.000 atti pubblici dal 922 ad oggi;
- 26.000 metri lineari di documenti;
- 104.000 mappe e piantine;
- 50.000 manifesti;
- 800 lasciti, fondi letterari ed altre collezioni speciali.

Fra le 700 raccolte di documenti privati ci sono quelle del premio Nobel Heinrich Böll, e degli scrittori Jakob Ignaz Hittorff, Irmgard Keun e Hans Mayer, dei compositori Jacques Offenbach e Max Bruch, del direttore d'orchestra Günter Wand, e del filosofo Vilém Flusser. Progetti e disegni degli architetti Oswald Mathias Ungers, Gottfried Böhm e Dominikus Böhm erano depositati nell'edificio.
Tutte le lettere patenti precedentemente conservate nella torre municipale sono state catalogate nel primo inventario come Alte Repertorien 6. Questa raccolta, chiamata anche Haupturkundenarchiv ("Archivio principale dei documenti"), è considerata il nucleo dell'Archivio e e perciò ha ricevuto il numero d'inventario I.
Fino al 2009 i registri delle nascite, matrimoni e morti erano conservati presso l'Anagrafe comunale, a qualunque epoca risalissero. In seguito alla riforma del 2008, i registri delle nascite fino al 1898, quelli dei matrimoni fino al 1928 e quelli delle morti fino al 1978, furono trasferiti all'Archivio storico.
Molti dei più importanti e rari documenti custoditi nell'Archivio storico di Colonia sono conservati in forma di microfilm presso l'Archivio centrale di sicurezza tedesco, l'archivio sotterraneo delle Barbarastollen nella Foresta nera. L'archivio delle Barbarastollen conserva circa 638 microfilms con un milione di fotogrammi di documenti delle raccolte comunali di Colonia, compreso l'Archivio storico. Inoltre, i 1400 manoscritti medievali dell'Archivio sono stati microfilmati anche dallo Hill Museum & Manuscript Library nel Minnesota. Infine, l'archivio fotografico di Marburgo possiede le fotografie di 284 atti dell'Archivio di Colonia.